# Bieujac
Bieujac is een gemeente in het Franse departement Gironde (regio Nouvelle-Aquitaine) en telt 447 inwoners (2004). De plaats maakt deel uit van het arrondissement Langon.

## Geografie
De oppervlakte van Bieujac bedraagt 7,0 km², de bevolkingsdichtheid is 63,9 inwoners per km².
De onderstaande kaart toont de ligging van Bieujac met de belangrijkste infrastructuur en aangrenzende gemeenten.

## Demografie
Onderstaande figuur toont het verloop van het inwonertal (bron: INSEE-tellingen).